# Brionne
Pour l’article ayant un titre homophone, voir Bryone.
Brionne est une commune française située dans le département de l'Eure, en région Normandie.
Ses habitants portent le nom de Brionnais.

## Géographie

### Localisation
Brionne est une commune de l'Ouest du département de l'Eure en Normandie. Elle se situe dans la vallée de la Risle, entre Beaumont-le-Roger et Pont-Audemer, précisément à l'intervalle entre le plateau bocager du Lieuvin à l'ouest et la vaste plaine de la campagne du Neubourg à l'est. Son paysage est caractérisé par des coteaux raides et boisés et par un fond de vallée occupé par des prairies bocagères. Les cultures labourées y sont rares. À vol d'oiseau, le bourg est à 14,4 km au nord-est de Bernay, à 37,2 km au nord-ouest d'Évreux, à 35,9 km à l'est de Lisieux et à 38,2 km au sud-ouest de Rouen.
| - OpenStreetMap Limite communale. |

| Saint-Pierre-de-Salerne                                                     | Authou, Pont-Authou                             | Le Bec-Hellouin                                           |
| Saint-Pierre-de-Salerne Hecmanville                                         | Brionne                                         | Calleville Harcourt                                       |
| Franqueville, Aclou, Nassandres-sur-Risle (comm. dél. de Fontaine-la-Soret) | Nassandres-sur-Risle (comm. dél. de Nassandres) | Nassandres-sur-Risle (comm. dél. de Perriers-la-Campagne) |

### Hydrographie
La commune est située dans le bassin Seine-Normandie. Elle est drainée par la Risle, deux bras de la Risle et divers autres petits cours d'eau,.le cours d'eau 01 de la commune de Brionne, 
La Risle traverse la commune selon un axe nord-sud et reçoit les eaux de la source des Fontaines et du ruisseau des Fontaines. D'une longueur de 145 km, elle  prend sa source dans la commune de Planches et se jette  dans la Seine à Berville-sur-Mer, après avoir traversé 52 communes.Les caractéristiques hydrologiques de la Risle sont données par la station hydrologique située sur la commune de Pont-Authou. Le débit moyen mensuel est de 11,6 m3/s. Le débit moyen journalier maximum est de 88,1 m3/s, atteint lors de la crue du 26 mars 2001. Le débit instantané maximal est quant à lui de 115 m3/s, atteint le même jour.

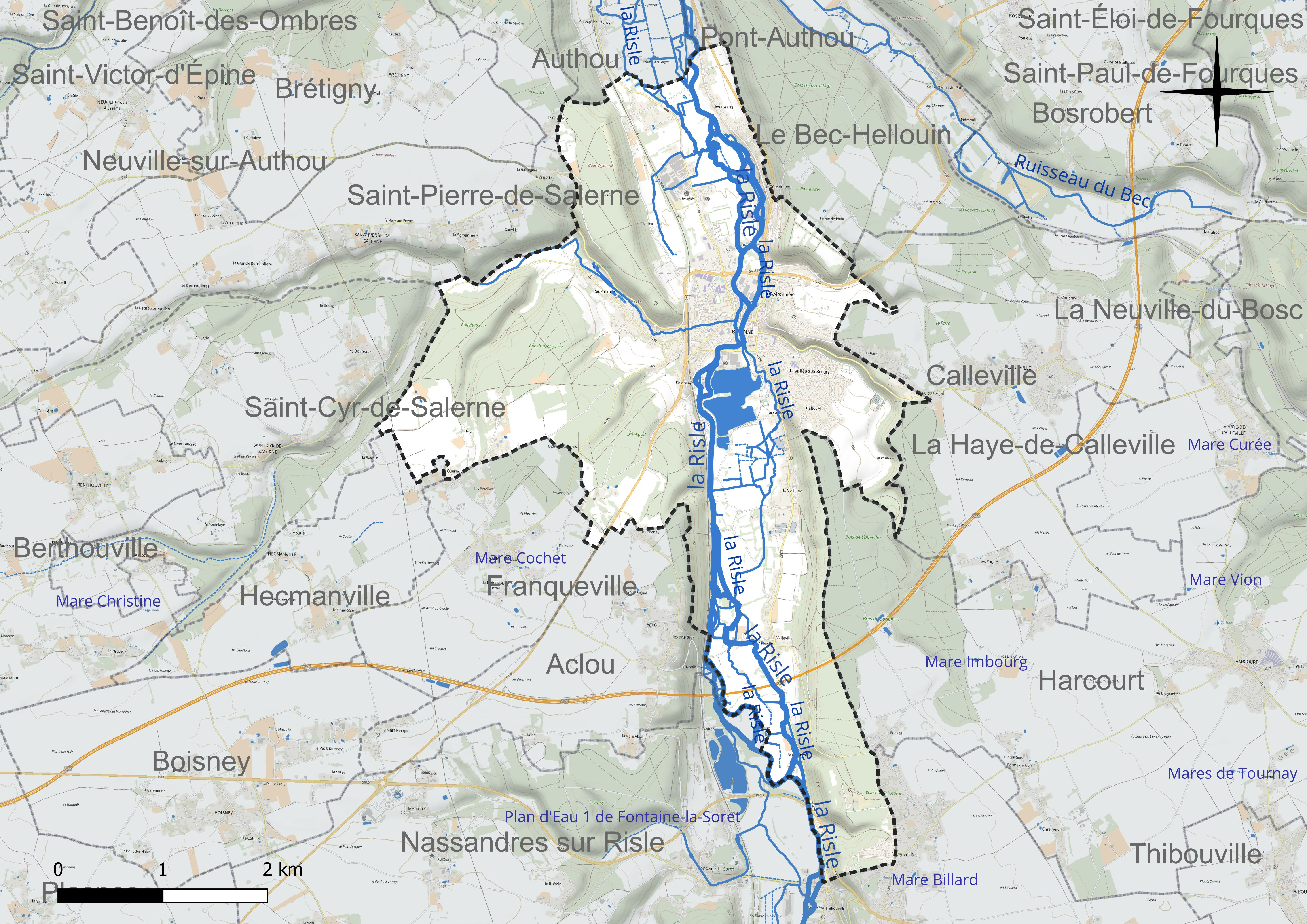
Réseau hydrographique de Brionne.

### Climat
Pour des articles plus généraux, voir Climat de la Normandie et Climat de l'Eure.
En 2010, le climat de la commune est de type climat océanique dégradé des plaines du Centre et du Nord, selon une étude du CNRS s'appuyant sur une série de données couvrant la période 1971-2000. En 2020, Météo-France publie une typologie des climats de la France métropolitaine dans laquelle la commune est exposée à un climat océanique et est dans la région climatique Côtes de la Manche orientale, caractérisée par un faible ensoleillement (1 550 h/an) ; forte humidité de l’air (plus de 20 h/jour avec humidité relative > 80 % en hiver), vents forts fréquents.
Pour la période 1971-2000, la température annuelle moyenne est de 10,5 °C, avec  une amplitude thermique annuelle de 13,3 °C. Le cumul annuel moyen de précipitations est de 768 mm, avec 12,4 jours de précipitations en janvier et 8,3 jours en juillet. Pour la période 1991-2020, la température moyenne annuelle observée sur la station météorologique installée sur la commune est de 11,5 °C et le cumul annuel moyen de précipitations est de 791,7 mm,. Pour l'avenir, les paramètres climatiques de la commune estimés pour 2050 selon différents scénarios d’émission de gaz à effet de serre sont consultables sur un site dédié publié par Météo-France en novembre 2022.
| Mois                                  | jan.           | fév.         | mars             | avril         | mai           | juin            | jui.          | août         | sep.          | oct.          | nov.           | déc.             | année     |
| ------------------------------------- | -------------- | ------------ | ---------------- | ------------- | ------------- | --------------- | ------------- | ------------ | ------------- | ------------- | -------------- | ---------------- | --------- |
| Température minimale moyenne (°C)     | 1,7            | 1,5          | 3,1              | 4,6           | 8             | 11,2            | 12,8          | 12,7         | 9,8           | 7,6           | 4,2            | 2                | 6,6       |
| Température moyenne (°C)              | 4,8            | 5,4          | 7,8              | 10,3          | 13,8          | 17,1            | 18,9          | 18,8         | 15,7          | 12,1          | 7,8            | 5,1              | 11,5      |
| Température maximale moyenne (°C)     | 7,9            | 9,2          | 12,6             | 16            | 19,6          | 23              | 25            | 24,9         | 21,7          | 16,6          | 11,4           | 8,2              | 16,3      |
| Record de froid (°C) date du record   | −21 08.01.1985 | −15 12.02.12 | −15,8 08.03.1971 | −6 01.04.1977 | −3 03.05.1981 | −0,6 05.06.1991 | 3 04.07.1968  | 2 28.08.1974 | −1 21.09.1977 | −6 30.10.1997 | −10 26.11.1989 | −14,2 31.12.1970 | −21 1985  |
| Record de chaleur (°C) date du record | 16 19.01.08    | 20 24.02.21  | 26,5 31.03.21    | 28,5 20.04.18 | 31,5 27.05.05 | 38,5 21.06.17   | 41,5 25.07.19 | 39 11.08.20  | 34 14.09.20   | 31 02.10.11   | 21 01.11.15    | 17,2 18.12.1987  | 41,5 2019 |
| Précipitations (mm)                   | 72,4           | 60,1         | 57,9             | 53,8          | 61,7          | 54,5            | 59,8          | 62,9         | 60,5          | 75            | 78,6           | 94,5             | 791,7     |

## Urbanisme

### Typologie
Au 1er janvier 2024, Brionne est catégorisée bourg rural, selon la nouvelle grille communale de densité à 7 niveaux définie par l'Insee en 2022.
Elle appartient à l'unité urbaine de Brionne, une agglomération intra-départementale dont elle est ville-centre,. Par ailleurs la commune fait partie de l'aire d'attraction de Brionne, dont elle est la commune-centre,. Cette aire, qui regroupe 1 communes, est catégorisée dans les aires de moins de 50 000 habitants,.

### Occupation des sols
L'occupation des sols de la commune, telle qu'elle ressort de la base de données européenne d’occupation biophysique des sols Corine Land Cover (CLC), est marquée par l'importance des territoires agricoles (42 % en 2018), en diminution par rapport à 1990 (43,9 %). La répartition détaillée en 2018 est la suivante : forêts (38,8 %), prairies (31,5 %), zones urbanisées (16 %), zones agricoles hétérogènes (5,6 %), terres arables (4,9 %), zones industrielles ou commerciales et réseaux de communication (1,6 %), eaux continentales (1,6 %). L'évolution de l’occupation des sols de la commune et de ses infrastructures peut être observée sur les différentes représentations cartographiques du territoire : la carte de Cassini (XVIIIe siècle), la carte d'état-major (1820-1866) et les cartes ou photos aériennes de l'IGN pour la période actuelle (1950 à aujourd'hui).

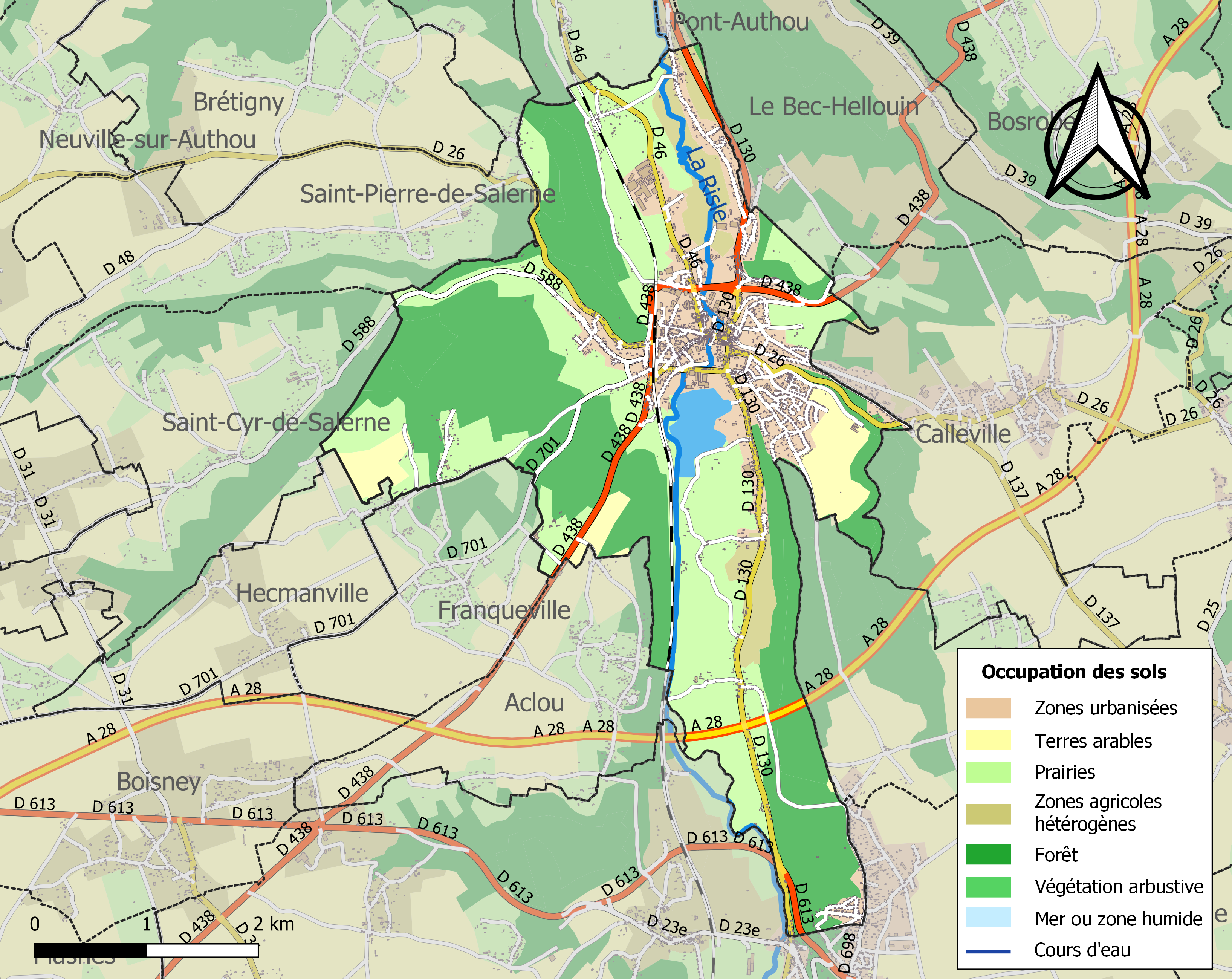
Carte des infrastructures et de l'occupation des sols de la commune en 2018 (CLC).

### Voies de communication et transports

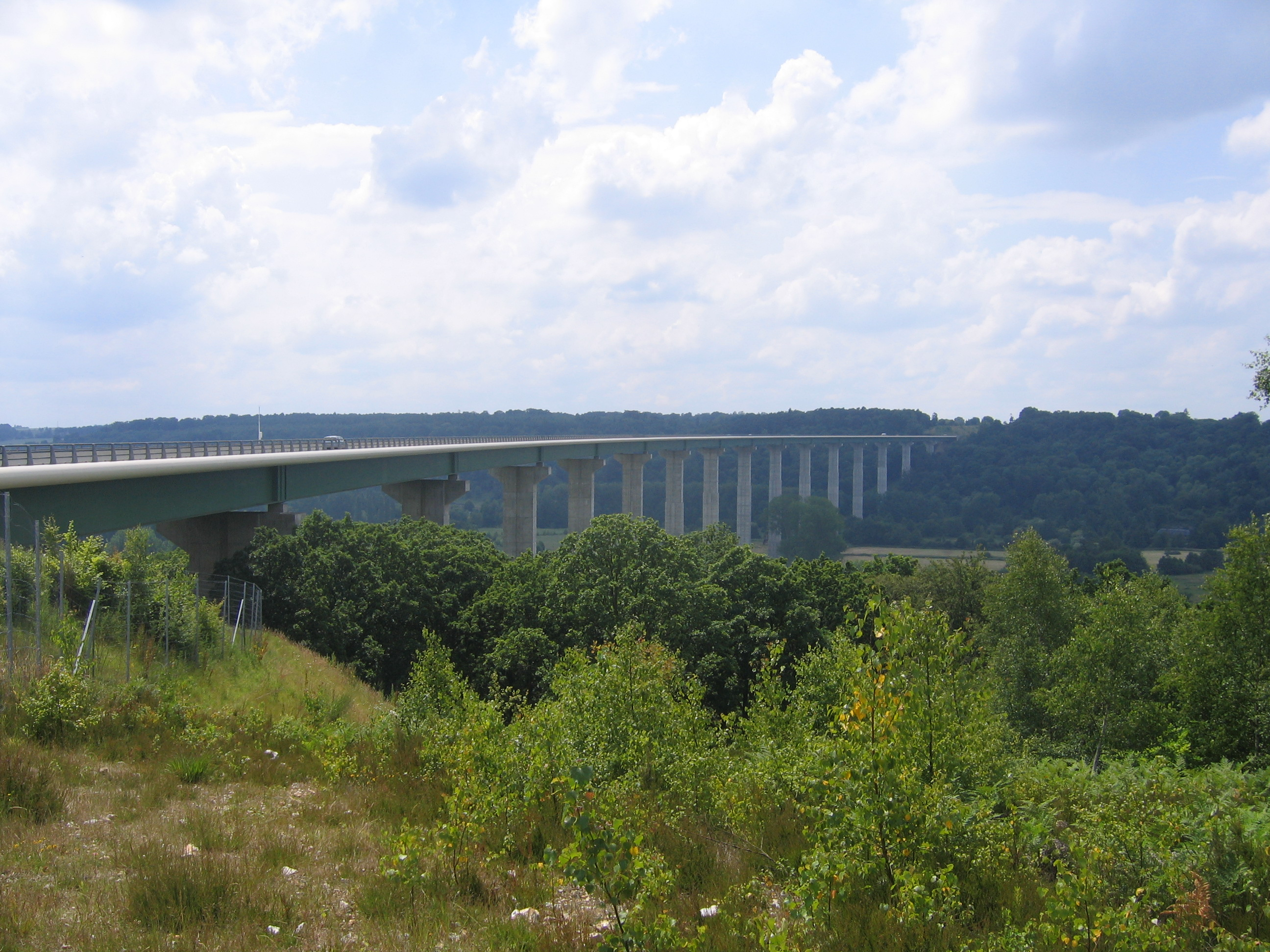
Vue du viaduc du radier d'Aclou - La Risle à Brionne depuis les bois de Beauficel (Harcourt).

#### Voies de communication
La commune de Brionne est traversée par :
- l'autoroute A28 qui relie notamment Rouen à Alençon ;
- la route départementale 438, dans le sens nord-est - sud-ouest. Elle permet de relier Brionne à Bourgtheroulde-Infreville (au nord-est) et à Bernay (au sud-ouest) ;
- la route départementale 130, dans le sens nord-sud. Elle mène au nord vers Pont-Audemer (en prenant ensuite la route départementale 675) et au sud vers Beaumont-le-Roger (en empruntant la route départementale 23) ;
- la route départementale 613, dans le sens est-ouest. Elle relie Brionne à Évreux (à l'est) et à Lisieux (à l'ouest).

## Toponymie
La ville existait déjà à l'époque gallo-romaine, son nom est attesté sous la forme Breviodurum (Table de Peutinger, Itinéraire d'Antonin), aux IIIe et IVe siècles donc. Cependant, les latinisations médiévales ne confirment pas cette mention. En effet, on trouve : Brionnam 1035 - 1040 ; Briotna 1051 - 1054 ; (ecclesiae) Briothnienses XIe siècle ; Bruionna et Briognium en 1199 (charte du comte Robert de Meulan) ; Briona, Briorna en 1253 ; Bryone en 1283 (archives du prince de Vaudemont) ; Briosnia (charte de la léproserie de Brionne) ; Briosne en 1638.
Les formes médiévales postulent un *Brivoduna > Brioduna > Briothna > Brionne. Brivo a le sens de « pont » en gaulois. La lénition gauloise de Brivo- en Brio- est attestée dans une inscription et dans le glossaire d'Endlicher, où brio glose le latin ponte, puis les [t] / [d] (ou [ð]) intervocaliques s'amuïssent régulièrement en français Briot(h)na > Brionne (cf. latin catena > français chaine). Le second élément aurait été initialement duna, variante de dunum, attesté dans Therdonne (Oise).
Bien que Breviodurum corresponde topographiquement au site de Brionne, la filiation phonétique de l'un à l'autre n'existe que pour le premier élément du nom. En effet, Breviodurum composé des éléments gaulois Briva, pont (sur la Risle) et durum, forteresse, ville, n'a pu aboutir à Brionne, mais aurait dû donner *Briore, comme Briare (Loiret, Brivodurum IVe siècle, Table de Peutinger). Il est possible que la finale -URU ait fait place à une finale *-UNA ou *-ANA au Moyen Âge selon la suggestion d'Albert Dauzat et Charles Rostaing.

## Histoire
Ville gauloise située à la limite des territoires des Lexoviens, des Eburovices et des Véliocasses, Brionne est à un carrefour de quatre voies romaines, dont deux de première importance, elle est citée dans la table de Peutinger et en 337 dans l'itinéraire d'Antonin.
Dans les années 850, le jarl Rollon pille Brionne lors d'un raid vikings. Cependant, la ville devient normande à la suite d'un accord conclu avec Charles le Simple. Vers 980, Richard Ier de Normandie, duc de Normandie donne en dot à Godefroy de Brionne. Il devient ainsi comte de Brionne jusqu'à son décès vers 1020 pour être remplacé par son fils Gilbert de Brionne. La tutelle administrative est confiée à Guillaume, le comte d'Exmes, son tuteur.
En 1033, Gilbert de Brionne part en guerre au côté du chevalier Herluin. A deux doigts de perdre la vie, Herluin fait le vœu de revêtir l'habit de moine et de consacrer sa vie à Dieu s'il parvient à s'échapper vivant. Il fonde ainsi en 1034 l'abbaye Notre-Dame du Bec au Bec-Hellouin.
En avril 1124, le duc-roi Henri Ier d'Angleterre assiège la ville et son château, qui ne se rend, malgré l'édification de deux châteaux de siège, qu'après l'incendie de toute la ville et de ses églises.
Au XVe siècle, la châtellenie, seigneurie puis comté de Brionne passe par mariage à la maison de Lorraine qui transmet le comté à la maison de Guise, branche cadette établie en France qui sera l'ancêtre de la maison royale d'Italie et de la maison princière de Monaco. Dernier des comtes de Brionne, Charles-Eugène de Lorraine, prince de Lambesc, s'éteindra en Autriche en 1825. Avec lui s'éteint la branche française de la maison de Lorraine.

## Politique et administration

### Liste des maires
| Période                                  | Période       | Identité                                      | Étiquette                  | Qualité                                             |
| ---------------------------------------- | ------------- | --------------------------------------------- | -------------------------- | --------------------------------------------------- |
| 1807                                     | 1814          | PLJ Dannet                                    |                            |                                                     |
| 1814                                     | 1815          | Pierre-Jacques Yves                           |                            | Commerçant                                          |
| 1815                                     | 1816          | Louis Durand                                  |                            | Propriétaire                                        |
| 1816                                     | 1825          | Guy Herque                                    |                            |                                                     |
| 1825                                     | 1831          | Pierre-Victoire de Frémont des Essarts        |                            | Propriétaire                                        |
| 1831                                     | 1839          | Thomas Pierre Guenet                          |                            | Notaire                                             |
| 1839                                     | 1842          | Jean-Auguste-Emile Bourard                    |                            |                                                     |
| 1842                                     | 1847          | Thomas Pierre Guenet                          |                            | Notaire                                             |
| 1847                                     | 1850          | Jean-Auguste-Emile Bourard                    |                            |                                                     |
| 1850                                     | 1850          | Jean-François Desbuards                       |                            | Historien de sa ville natale                        |
| 1852                                     | 1859          | Eugène Marie                                  |                            | Notaire                                             |
| 1859                                     | 1868          | François Boucher                              |                            |                                                     |
| 1868                                     | 1872          | Marie Louis Prosper Paul Le Desvé d'Heudières | Légitimiste                | Attaché cabinet de préfecture                       |
| 1872                                     | 1884          | Ernest Longuemare                             | Républicain                | Filateur                                            |
| 1884                                     | 1887          | Bigourdan                                     |                            |                                                     |
| 1887                                     | 1890          | Jean Lemoine                                  |                            |                                                     |
| 1890                                     | 1898          | Hyacinthe Hersent                             | Républicain                | Propriétaire                                        |
| 1898                                     | 1907          | Pierre Arnaud Duval                           | Républicain                | Propriétaire                                        |
| 1908                                     | 1912          | Charles Eugène Meslin                         | Radical                    | Instituteur, secrétaire de mairie                   |
| 1919                                     | 1931          | Xavier Bosguérard                             | Républicain de gauche      | Bijoutier                                           |
| 1935                                     | 1944          | Emile Neuville                                | Républicain de gauche      | Bijoutier, retraité en 1935                         |
| 1944                                     | 1945          | Jacques Courtois                              |                            | Pharmacien                                          |
| 1945                                     | 1947          | Augustin Boismard                             | SFIO                       | Pharmacien, conseiller général de Brionne 1945-1951 |
| 1947                                     | 1959          | Charles Delaporte                             | CNIP                       | Industriel, conseiller général de Brionne 1951-1964 |
| 1859                                     | 1865          | Maurice Legay                                 | Indépendant                | Garagiste                                           |
| 1965                                     | 1982          | Georges Beuvain                               | SFIO puis Radical puis MRG | conseiller général (1964-1982)                      |
| juin 1982                                | juin 1995     | François Loncle                               | MRG puis PS                | Journaliste, député 1981-1993, 1997-2002            |
| juin 1995                                | 30 avril 2015 | Gérard Grimault                               | PCF                        | Comptable, conseiller général (2001-2015)           |
| 11 mai 2015                              | en cours      | Valéry Beuriot                                | PCF                        | Professeur de lettres                               |
| Les données manquantes sont à compléter. |               |                                               |                            |                                                     |

### Jumelages
Au 8 octobre 2014, Brionne est jumelée avec :
- Shaftesbury (Angleterre) (Royaume-Uni) depuis 1975 ;
- Lindlar (Allemagne) depuis 1984.

## Population et société

### Démographie
L'évolution du nombre d'habitants est connue à travers les recensements de la population effectués dans la commune depuis 1793. Pour les communes de moins de 10 000 habitants, une enquête de recensement portant sur toute la population est réalisée tous les cinq ans, les populations de référence des années intermédiaires étant quant à elles estimées par interpolation ou extrapolation. Pour la commune, le premier recensement exhaustif entrant dans le cadre du nouveau dispositif a été réalisé en 2004.

En 2022, la commune comptait 4 220 habitants, en évolution de −2,43 % par rapport à 2016 (Eure : −0,25 %, France hors Mayotte : +2,11 %).
| 1793  | 1800  | 1806  | 1821  | 1831  | 1836  | 1841  | 1846  | 1851  |
| ----- | ----- | ----- | ----- | ----- | ----- | ----- | ----- | ----- |
| 1 553 | 1 682 | 2 118 | 1 620 | 2 645 | 2 891 | 3 098 | 3 159 | 3 302 |

| 1856  | 1861  | 1866  | 1872  | 1876  | 1881  | 1886  | 1891  | 1896  |
| ----- | ----- | ----- | ----- | ----- | ----- | ----- | ----- | ----- |
| 3 601 | 3 940 | 4 037 | 3 550 | 3 763 | 3 658 | 3 746 | 3 577 | 3 520 |

| 1901  | 1906  | 1911  | 1921  | 1926  | 1931  | 1936  | 1946  | 1954  |
| ----- | ----- | ----- | ----- | ----- | ----- | ----- | ----- | ----- |
| 3 521 | 3 351 | 3 272 | 3 014 | 3 087 | 2 930 | 2 993 | 3 196 | 3 570 |

| 1962  | 1968  | 1975  | 1982  | 1990  | 1999  | 2004  | 2006  | 2009  |
| ----- | ----- | ----- | ----- | ----- | ----- | ----- | ----- | ----- |
| 4 187 | 4 348 | 4 808 | 4 951 | 4 408 | 4 449 | 4 306 | 4 329 | 4 326 |

| 2014  | 2019  | 2022  | - | - | - | - | - | - |
| ----- | ----- | ----- | - | - | - | - | - | - |
| 4 312 | 4 199 | 4 220 | - | - | - | - | - | - |

### Enseignement et médiathèque
- École maternelle Georges-Brassens ;
- École primaire Louis-Pergaud ;
- École privée de la Providence ;
- Collège Pierre-Brossolette ;
- Lycée des métiers d'art Augustin Boismard. Bois, cuir et tissu.
- Médiathèque Louise Michel[38]

### Sports

#### Clubs sportifs
- Brionne Chris'Fitness
- Brionne Association Rugby
- Brionne Handball
- Brionne Matin Football
- Brionne Moto Verte
- Canoé Kayak Club Brionne
- Chris Fitness
- Cyclo Club Brionne
- Football Club Brionne
- Gymnastique Acrobatique
- Gymnastique Volontaire Brionne
- Judo Club Brionnais
- Karaté-Do Brionne
- Kendo Club Brionne
- Kung Fu Brionnais
- La Pétanque Brionnaise
- Starter Club 27 Boxe Thaï
- Tennis Club Brionne
- Tennis de Table de Brionne
- A.S du collège Pierre-Brossolette
- A.S du lycée Augustin-Boismard
- Association Brionnaise de Badminton

#### Équipements sportifs
- [39] Gymnase Georges-Beuvain ;
- Salle de sport J.L.-Leroy-et R.-Desnos ;
- Stade Jacky-Devillers ;
- Église Saint-Denis ;
- Tennis couvert.

## Économie
- Compin, 59 rue Lemarrois.

## Culture locale et patrimoine
- Brionne est une étape du pèlerinage du mont Saint-Michel (Itinéraire culturel du Conseil de l'Europe) sur le chemin venant d'Amiens par Montfort-sur-Risle et Le Bec-Hellouin.
- L'association dénommée les Amis des monuments et sites de l'Eure  avait son siège à Brionne avant qu'il ne soit transféré à Evreux.

### Lieux et monuments

#### Château et manoir
- Le château de Brionne (XIe siècle),  Inscrit MH (1925)[40]. Sur les hauteurs dominant la ville, se dresse son donjon, dont il ne reste que des ruines. Il est l'un des rares donjons carrés normands de défense subsistant encore de nos jours.
- Le domaine de Lorraine (XVIIIe siècle). Ce domaine se compose d’un manoir en brique et pierre et de dépendances, dont notamment un ancien pressoir qui abrite l'office du tourisme.

#### Patrimoine religieux
- L'église Saint-Martin, dont les origines remontent à 1030. L'église actuelle, bénie en 1458, a subi plusieurs changements à travers les siècles, mais contient quelques éléments datant de la fin du XIIIe siècle ;
- L'église Saint-Denis et la place du même nom ; désaffectée, cette église sert de salle de sports ;
- La chapelle Notre-Dame. Propriété privée depuis des décennies, l'édifice a été racheté par la ville de Brionne le 4 avril 2016[41],[42].

#### Patrimoine industriel
- Moulin à huile (XIXe)[43]
- Moulin à foulon, puis filature de coton la Grande Fabrique (XIXe et XXe)[44]
- Moulin à blé, puis filature de coton Martin, puis Lemoine (XIXe)[45]
- Moulin à blé du Centre, puis filature de coton (XVIIIe)[46]
- Moulin à huile, puis moulin à huile et filature de laine, puis filature de coton Dupont et Quenin, puis Fleury, puis Bonnet (XIXe)[47]
- Moulin à blé (1859)[48]
- Filature de coton Neuville, puis fabrique de matelas André Cardine (1859)[49]

#### Patrimoine civil
- La Justice de paix, comprenant une salle d'audiences, un bureau de greffier et une vieille prison, a fonctionné de 1798 à 1961.
- La mairie.
- La gare de Brionne (1865).
- Le viaduc du radier d'Aclou - La Risle (autoroute A28).

#### Mémorial
- Le monument aux morts dû à Louis-Aimé Lejeune
- Un mémorial près de l'église Saint-Denis commémore le passage des Canadiens lors de la libération de la ville en 1944.

#### Jardin
- Jardin de Shaftesbury : petit jardin situé le long de la Risle portant le nom de la ville anglaise jumelée avec Brionne.

#### Autres lieux
- La champignonnière : il s'agit d'une ancienne marnière construite vers 1730 reconvertie en champignonnière. Elle a servi de refuge pour la population durant les bombardements de la Seconde Guerre mondiale, notamment ceux des 13 et 17 août 1944 qui furent particulièrement meurtriers. Jusqu’à 3 000 personnes séjournèrent dans ce lieu où avaient été installées l’électricité, une cuisine, une infirmerie mais aussi la poste, la perception et la gendarmerie[50].
- Lac de Brionne (base de loisirs).

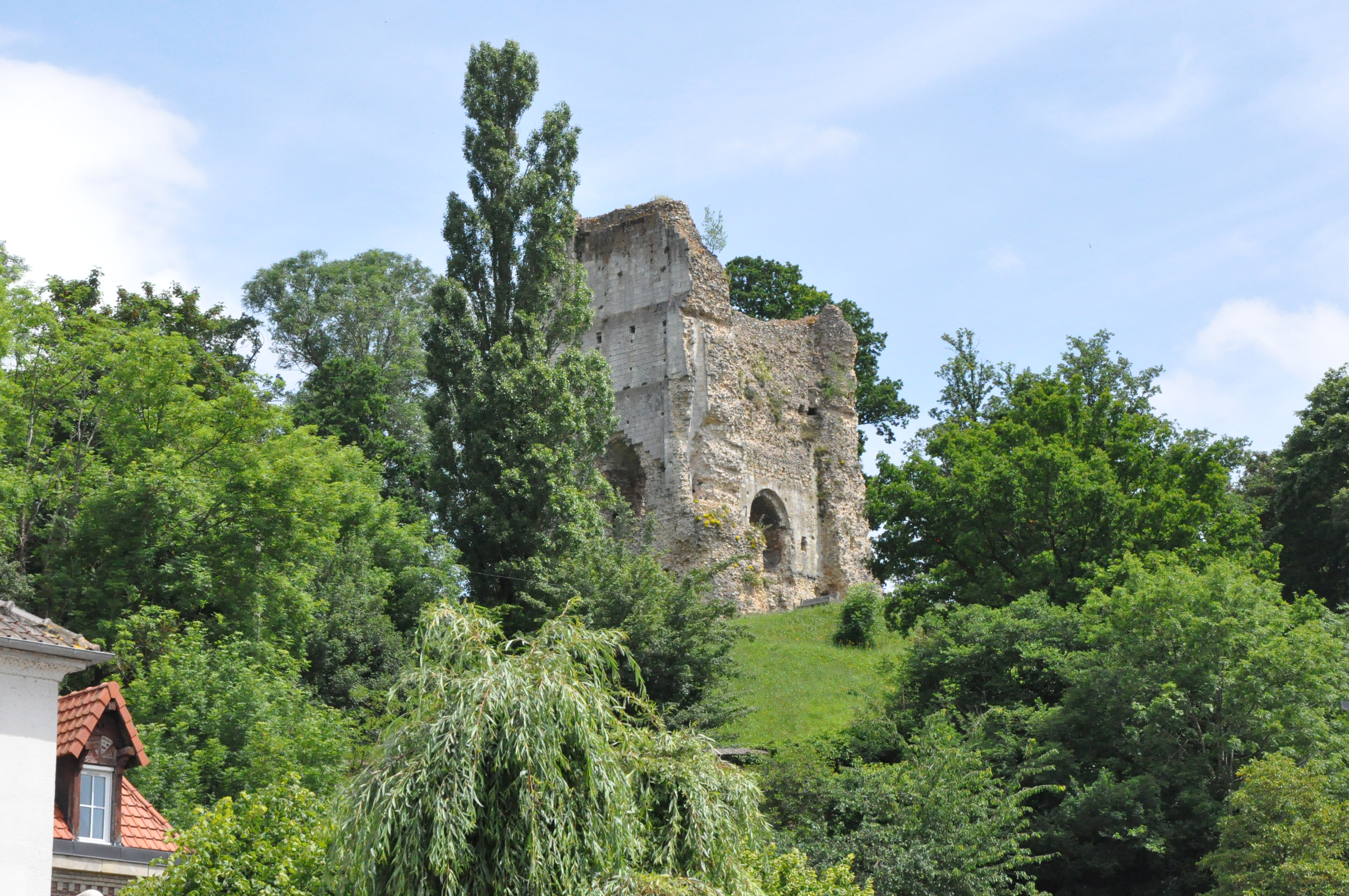
Le donjon.
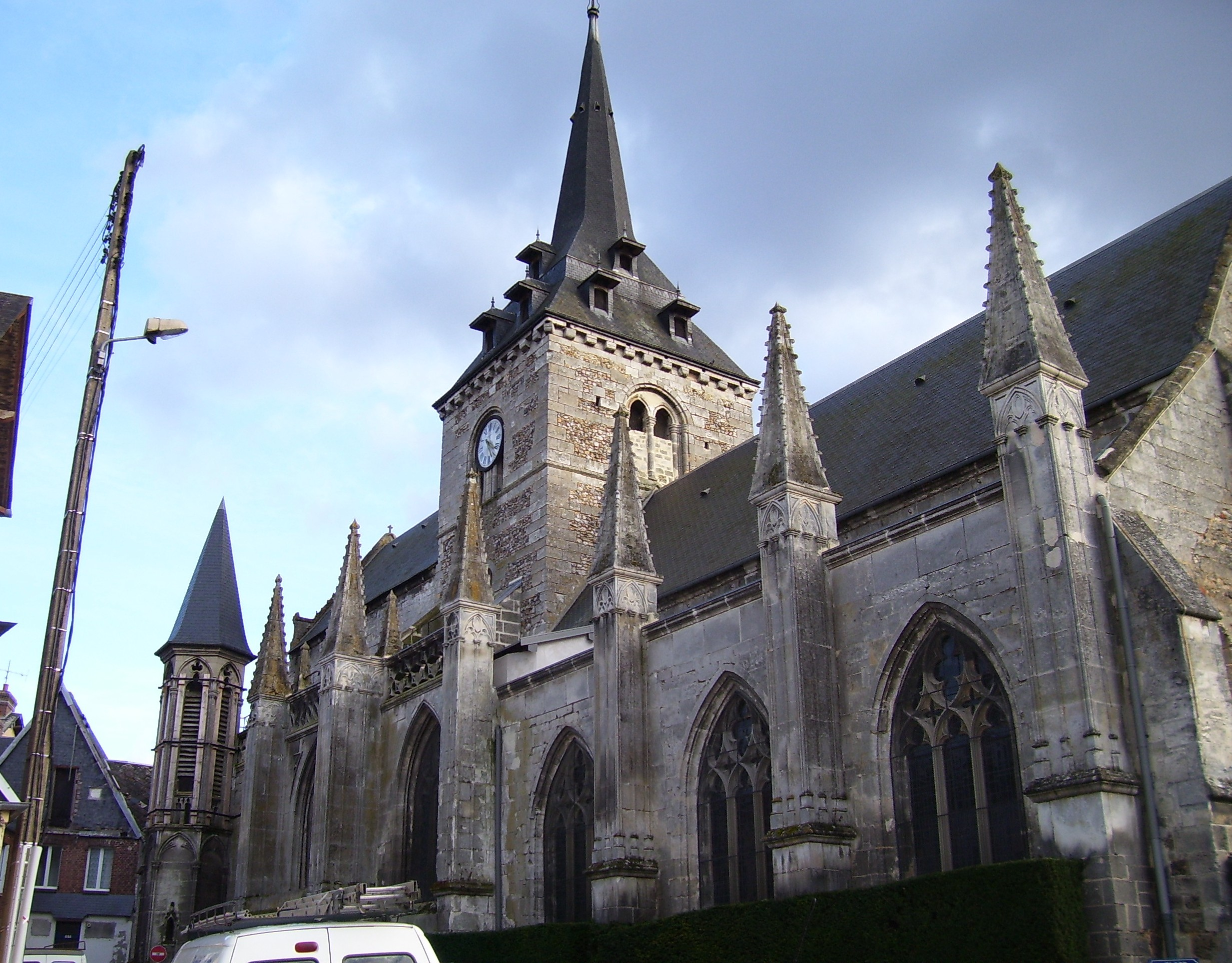
L'église Saint-Martin.
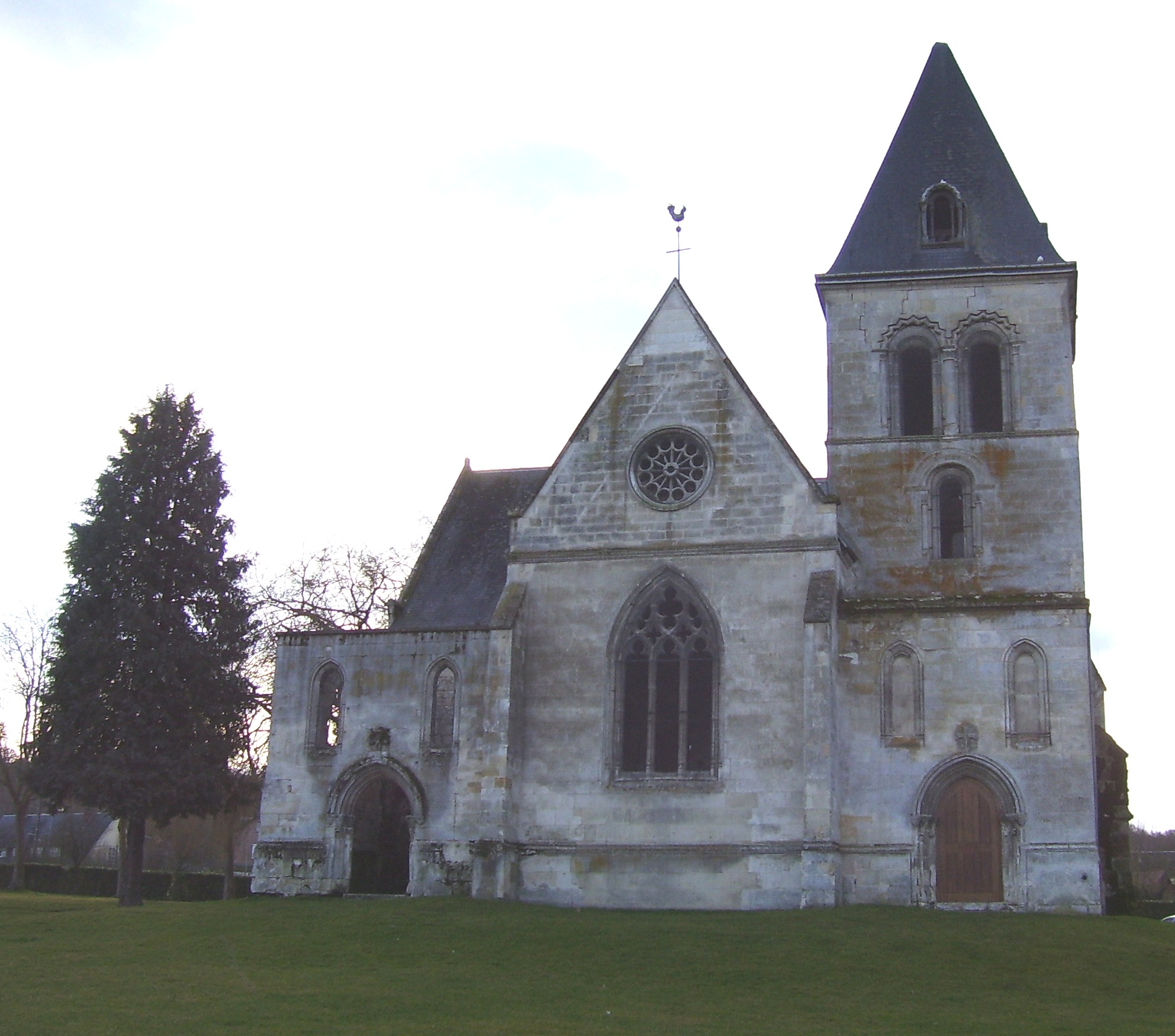
L'église Saint-Denis.
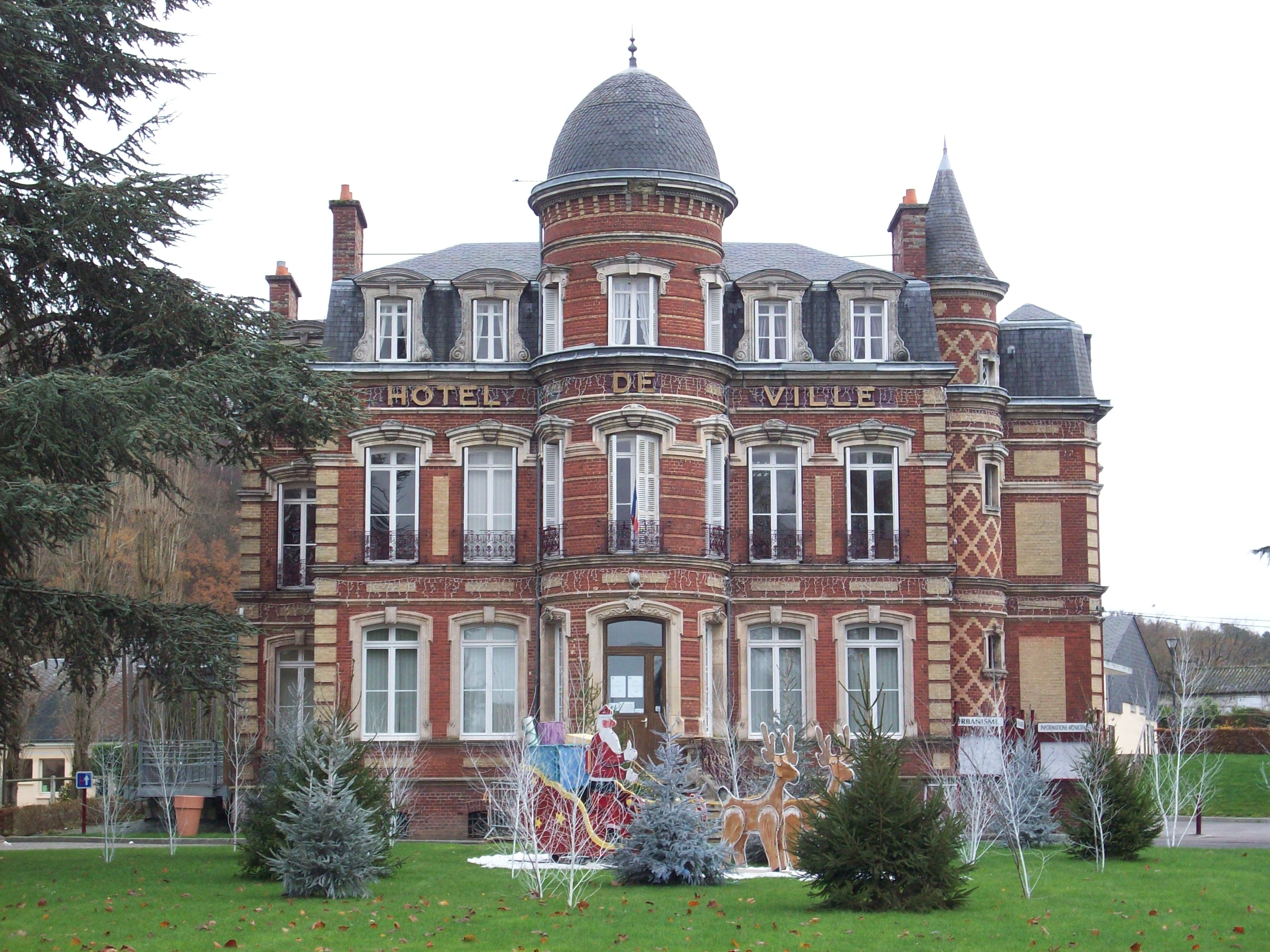
L'hôtel de ville.
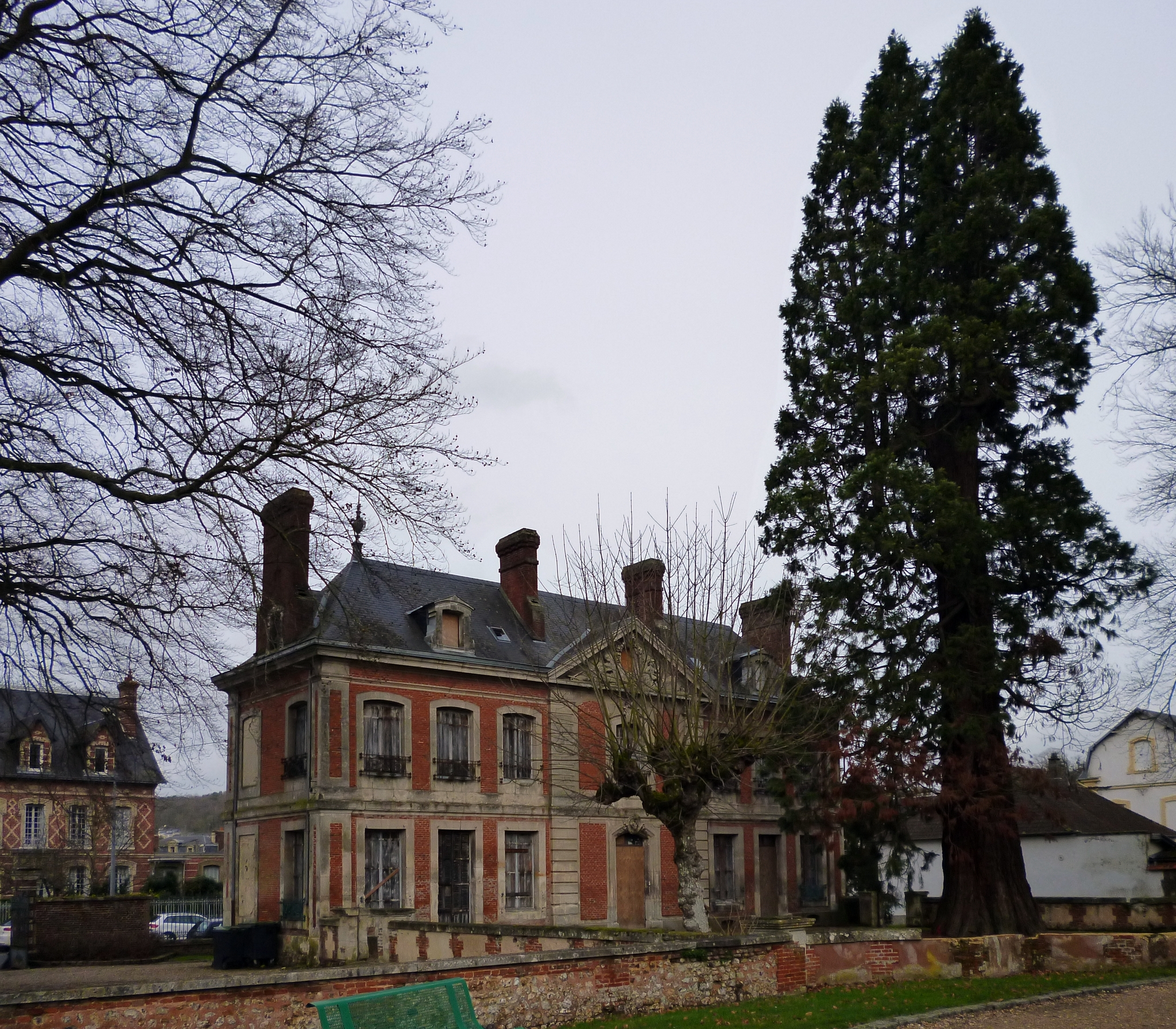
Le domaine de Lorraine.
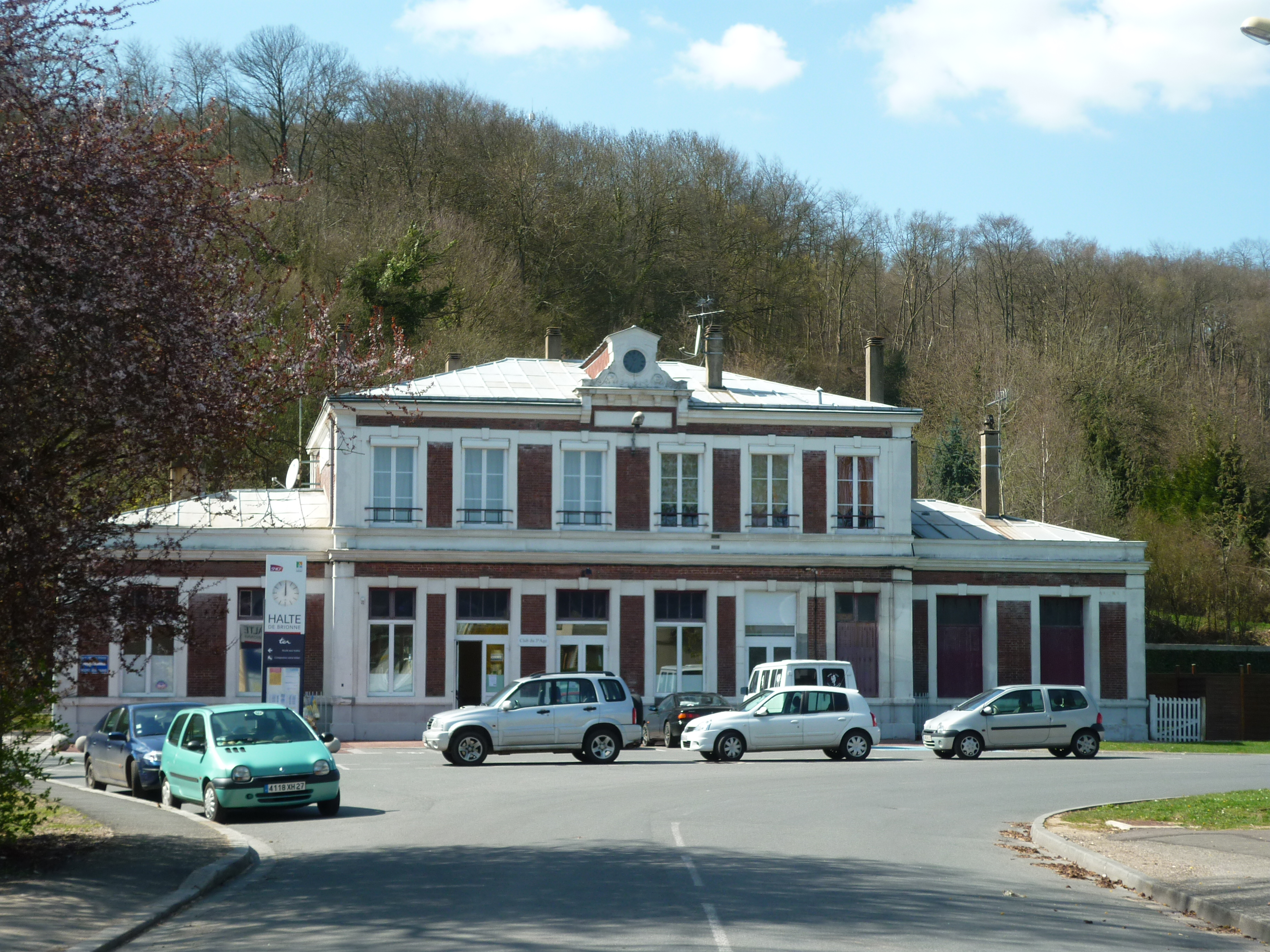
La gare.
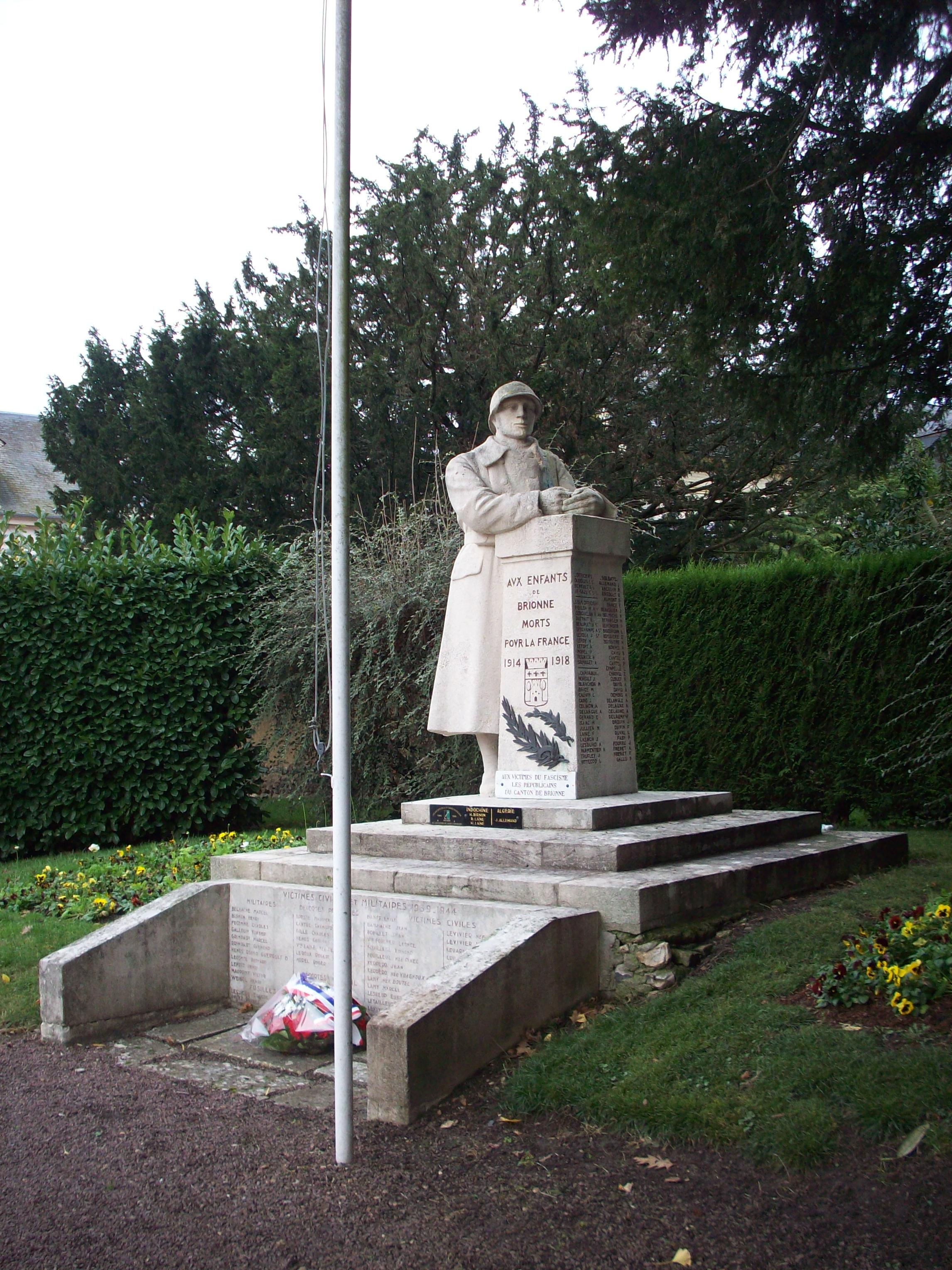
Le monument aux morts.
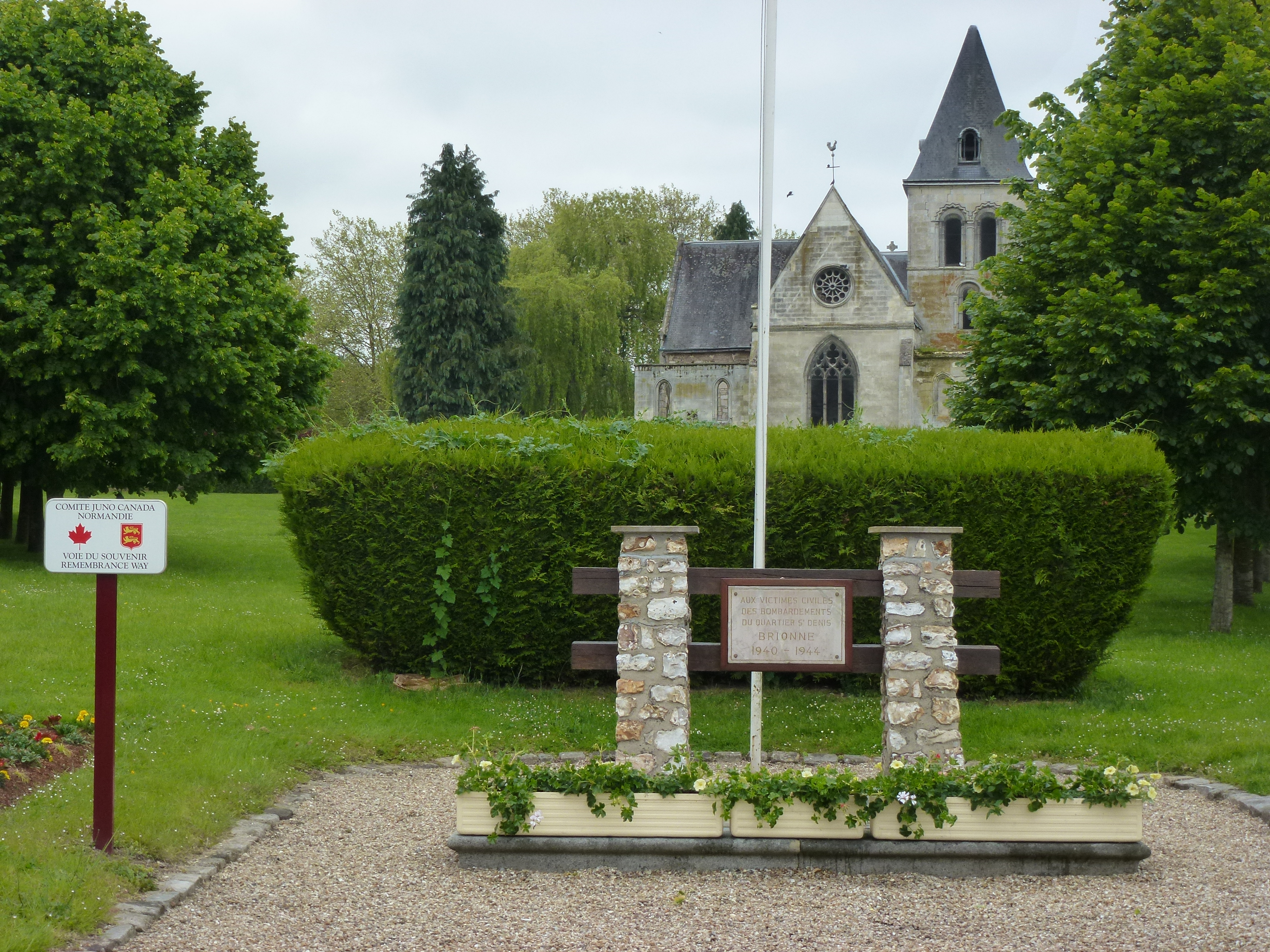
Le mémorial des Canadiens.
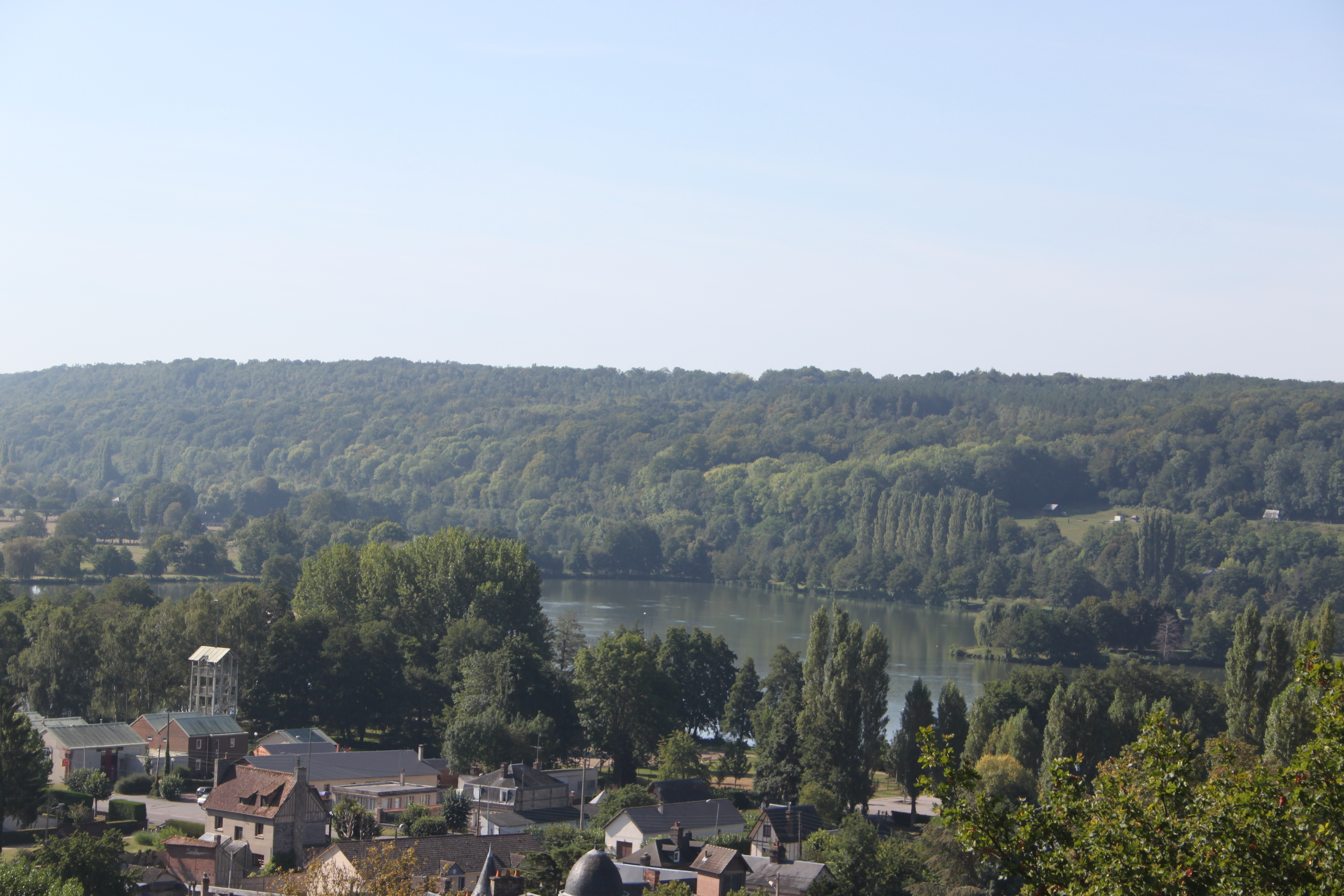
Le lac.
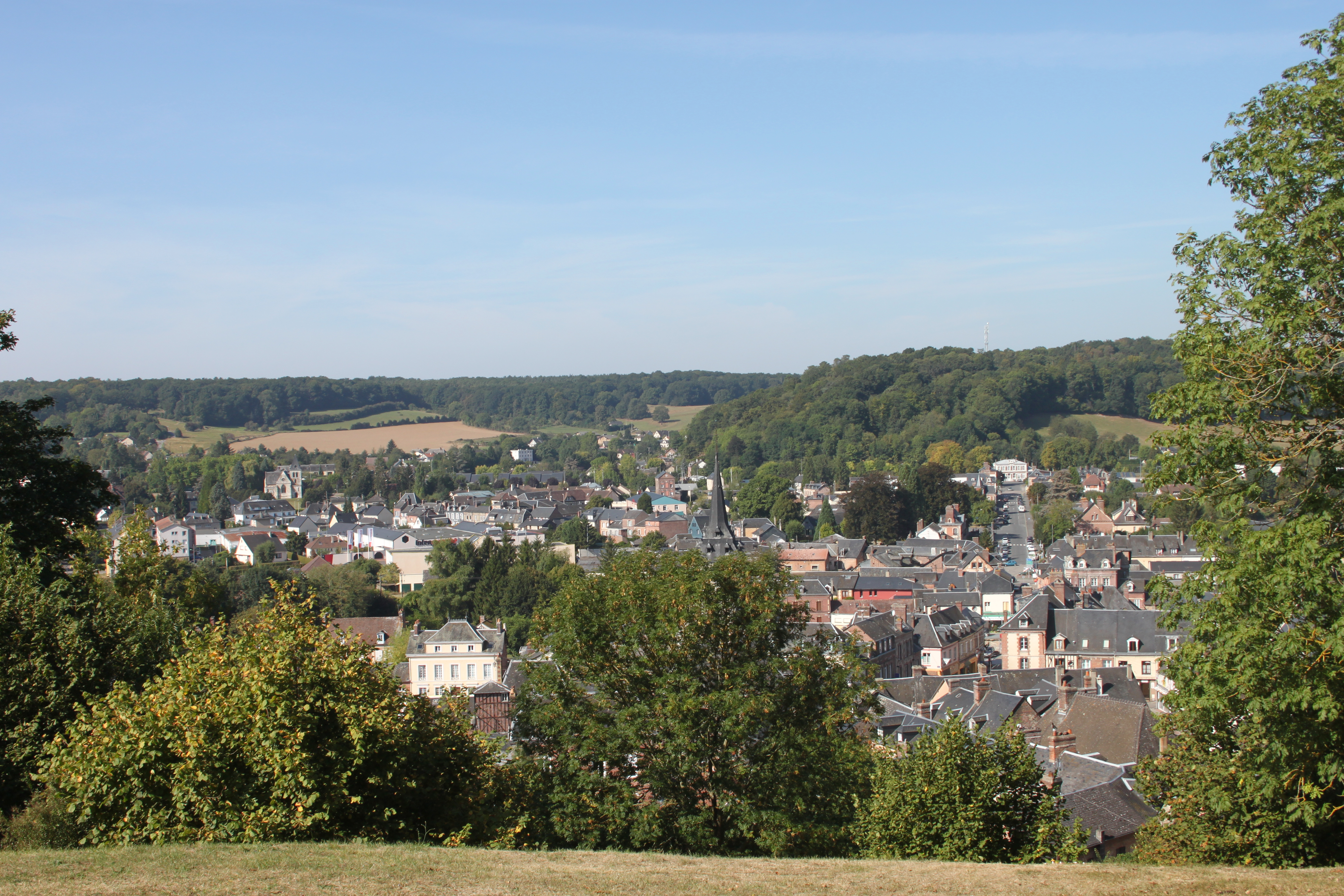
Le centre-ville vu depuis le donjon.
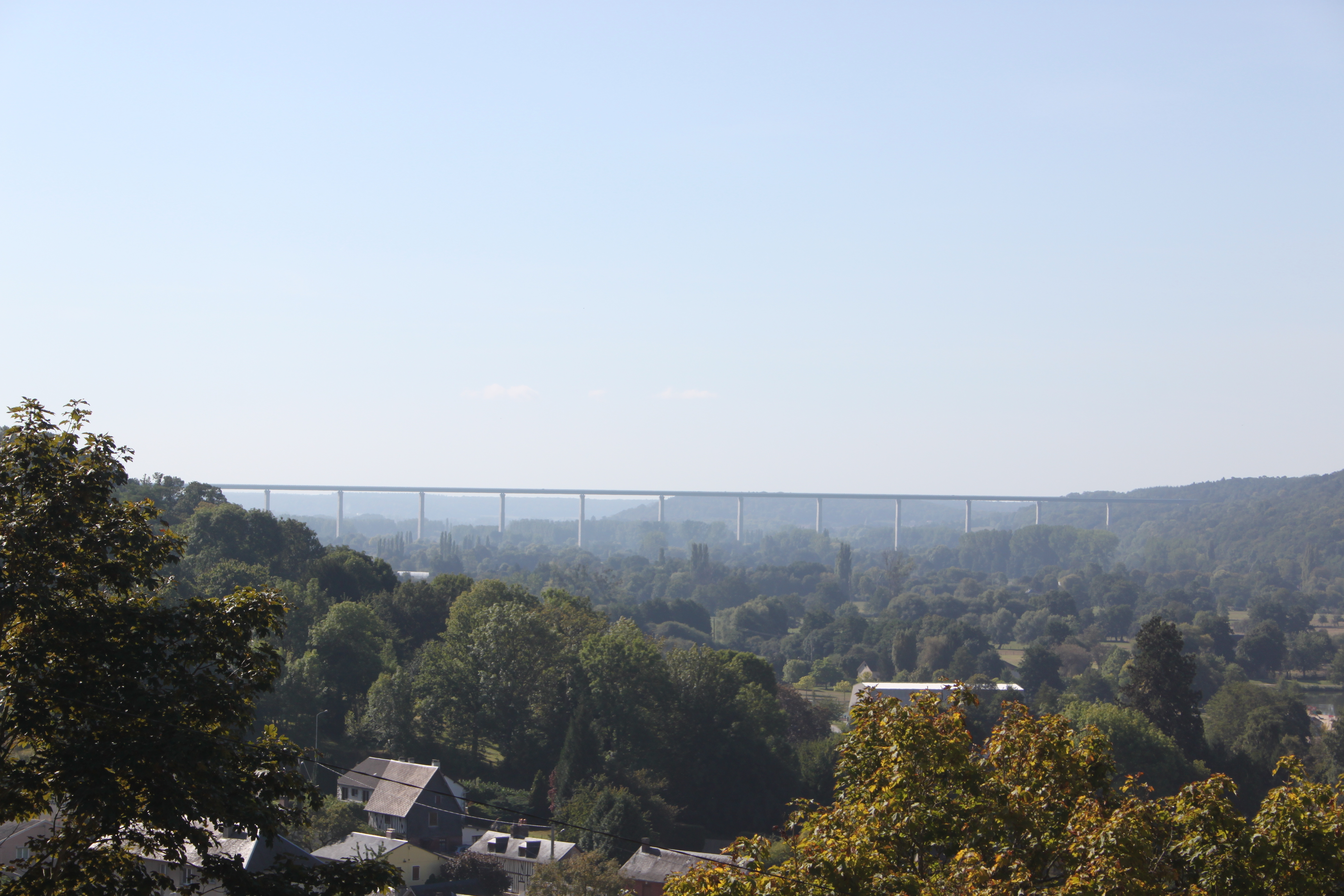
La vallée de la Risle à Brionne, avec en arrière-plan, le viaduc.

### Patrimoine naturel

#### Natura 2000
- Risle, Guiel, Charentonne[51].

#### ZNIEFF de type 1
- Les prairies de Launay-sous-Brionne[52] et les prairies de Valleville[53] : ensemble de prairies hygrophiles. Certaines espèces remarquables vivent dans ces milieux telles l’Agrion de Mercure (Coenagrion mercuriale), le Criquet ensanglanté (Stethophyma grossum), la Valériane dioïque (Valeriana dioica) ou l’Euphorbe raide (Euphorbia stricta) ;
- Les prairies du Moulin d'Aclou[54] (peupleraie, mare et mégaphorbiaies eutrophes).
- La cavité de la Vallée aux Bœufs[55] : espace d'hibernation pour plusieurs espèces de chiroptères ;
- Les bois de la Tour[56] : composé principalement de hêtraie et de chênaie, il abrite la bruyère cendrée.

#### ZNIEFF de type 2
- La vallée de la Risle de Brionne à Pont-Audemer, la forêt de Montfort[57] ;

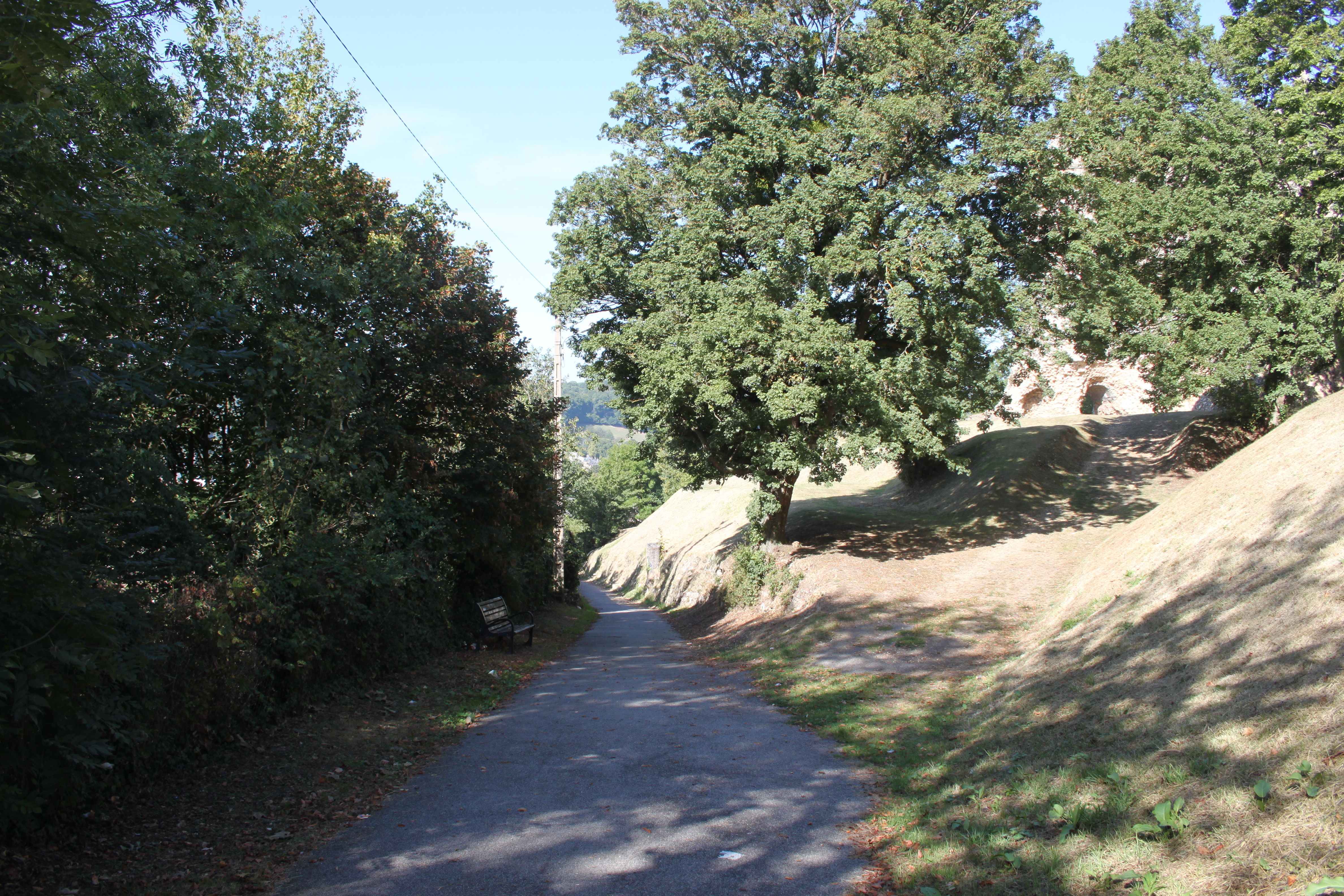
Le sentier du vieux château et le château de Brionne à droite.

- La vallée de la Risle de la Ferrière-sur-Risle à Brionne, la forêt de Beaumont, la basse vallée de la Charentonne[58].

#### Sites classés
- Le vieux donjon et la côte qui l’entoure  Site classé (1925)[59] ;
- L’église Saint-Denis et la place Saint-Denis avec ses arbres  Site classé (1934)[60] ;
- Les deux marronniers de la propriété des Fontaines  Site classé (1935)[61].

### Personnalités liées à la commune
- Godefroi de Brionne (XIe siècle), fils naturel du duc Richard Ier de Normandie, il fut châtelain de Brionne.
- Gilbert de Brionne (XIe siècle), fils de Godefroi de Brionne.
- Gui de Brionne (v. 1025-1069), fils de Renaud Ier et d'Adélaïde (ou Alice) de Normandie. Il fut à la tête d'une coalition de barons normands rebelles de l'Ouest du duché de Normandie au temps de Guillaume le Conquérant, dont il était le cousin. Cette rébellion aboutit à la bataille du Val-ès-Dunes.
- Pierre Jean Charles Lizot (1768-1827), homme politique, y est né.
- Jean Le Marois (1776-1836), aide de camp de Bonaparte, général à Austerlitz, créateur de la 1re manufacture de draps à Brionne en 1820[44].
- Alexandre-Auguste Guilmeth (1807-1869 ?), archéologue français, y est né.
- Jacques Jacquesson (1912-1996), militaire et ingénieur atomiste français, y est né.
- François Loncle (1941-), maire de la commune de juin 1982 à juin 1995.
- Patrick Beaudouin (1953-), homme politique, y est né.
- Hervé Delamarre (1967-), céiste de slalom, a été licencié au club de canoë-kayak de Brionne.

### Héraldique
| Blason de Brionne | Blason  | De gueules à la tour d'argent mouvant d'une rivière du même, chargée de la lettre B capitale d'azur, accostée de deux navettes d'or, au chef cousu d'azur chargé de trois fleurs de lys aussi d'or. |
| Blason de Brionne | Détails | |